# 渡部近志
渡部近志（日语： Watanabe Chikashi，1947年10月4日—），日本男子跨栏运动员。他曾在泰国曼谷举办的1970年亚洲运动会中获得男子110米栏金牌。